# Cerro del Cubilete

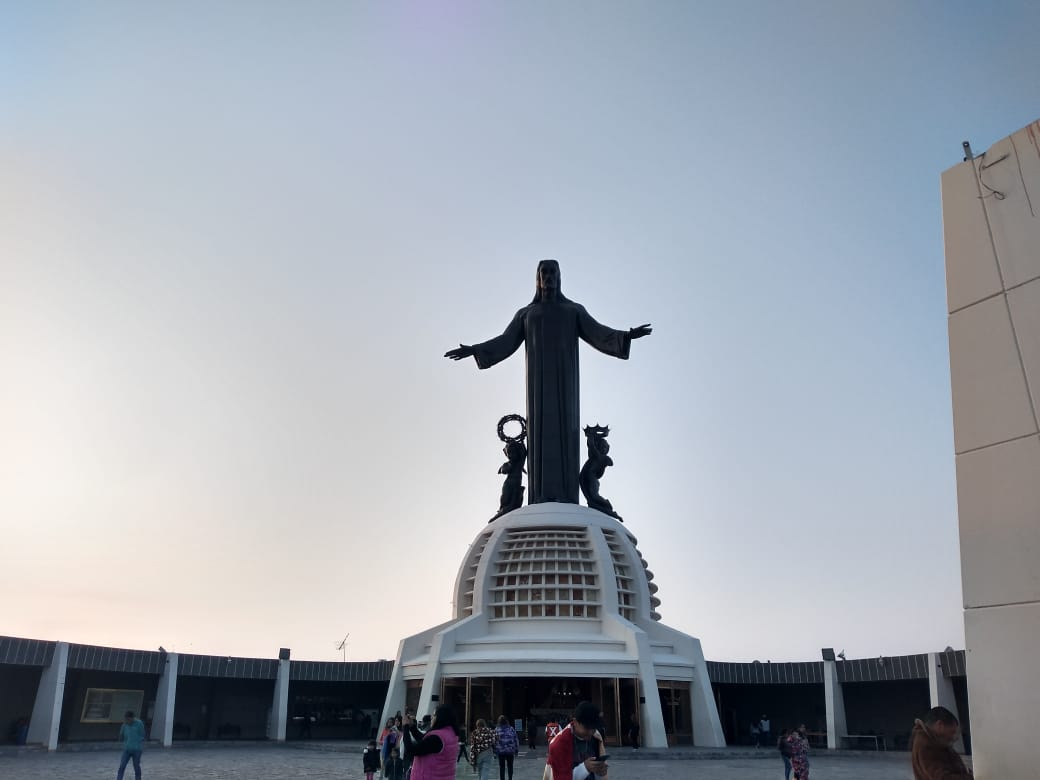
Cristo Rey en el Cerro del Cubilete.

El cerro del Cubilete es una montaña en el municipio de Silao, en el estado de Guanajuato. En su cima se encuentra el monumental Cristo de la Montaña, construido en los años de 1940, pero un monumento anterior data del año de 1920. En 1928 el monumento fue bombardeado y dinamitado por órdenes de Plutarco Elías Calles.

## Ubicación
Ubicado a 20 kilómetros de Silao y a 30 kilómetros de León. Tiene una altura de 2579 metros sobre el nivel del mar, 150 metros más que el Machu Picchu en Perú.

## Historia del Cristo
El cerro del Cubilete perteneció a la hacienda de Chichimequillas, propiedad del abogado y diputado constituyente José Natividad Macías Castorena, quien autorizó la construcción del primer monumento a Cristo Rey  en los terrenos donde se asienta actualmente la Ermita expiatoria. Natividad Macías, que ocupó varios puestos en el gabinete de Venustiano Carranza, durante la revolución, fue perseguido por la facción obregonista que lo obligó al destierro.
En Silao, era conocida su relación con el obispo Valverde y Téllez, impulsor del proyecto de construcción del monumento y peticionario de la autorización. Esta se logró, gracias a la lejanía del constituyente moderado, del radicalismo religioso y gubernamental, imperantes en ese momento histórico. El predio donde se construyó el monumento actual, perteneció a Doña Carmen Macías Torres, nieta de Natividad Macías, quién realizó la donación de los terrenos a mediados de los años noventa del siglo XX, cuando las AR (Asociaciones Religiosas) estuvieron en condiciones de poseer bienes.
Poco después de que el obispo Valverde y Téllez celebró una misa en el cerro, el sacerdote Eleuterio de María Santísima Ferrer promovió colocar una placa conmemorativa, la idea se consolidó para añadir también una imagen del Sagrado Corazón de Jesús. El proyecto fue aceptado por el obispo, quien asistió al lugar el 12 de marzo de 1920 para colocar la primera piedra y el 11 de abril para celebrar la primera deficación. En octubre, durante las celebraciones del 25° aniversario de la coronación de la virgen de Guadalupe, el episcopado de México decidió hacer aún más monumental la obra, los trabajos correspondientes se iniciaron el 11 de febrero de 1923. En esta ocasión, la colocación de la primera piedra la hizo el nuncio apostólico, monseñor Ernesto E. Filippi, lo cual le valió la expulsión del país. Los trabajos fueron suspendidos debido a las políticas implementadas por el gobierno de Plutarco Elías Calles que consideraron la construcción como un desafío a su autoridad. El 30 de enero de 1928 el lugar fue dinamitado.

## Construcción actual

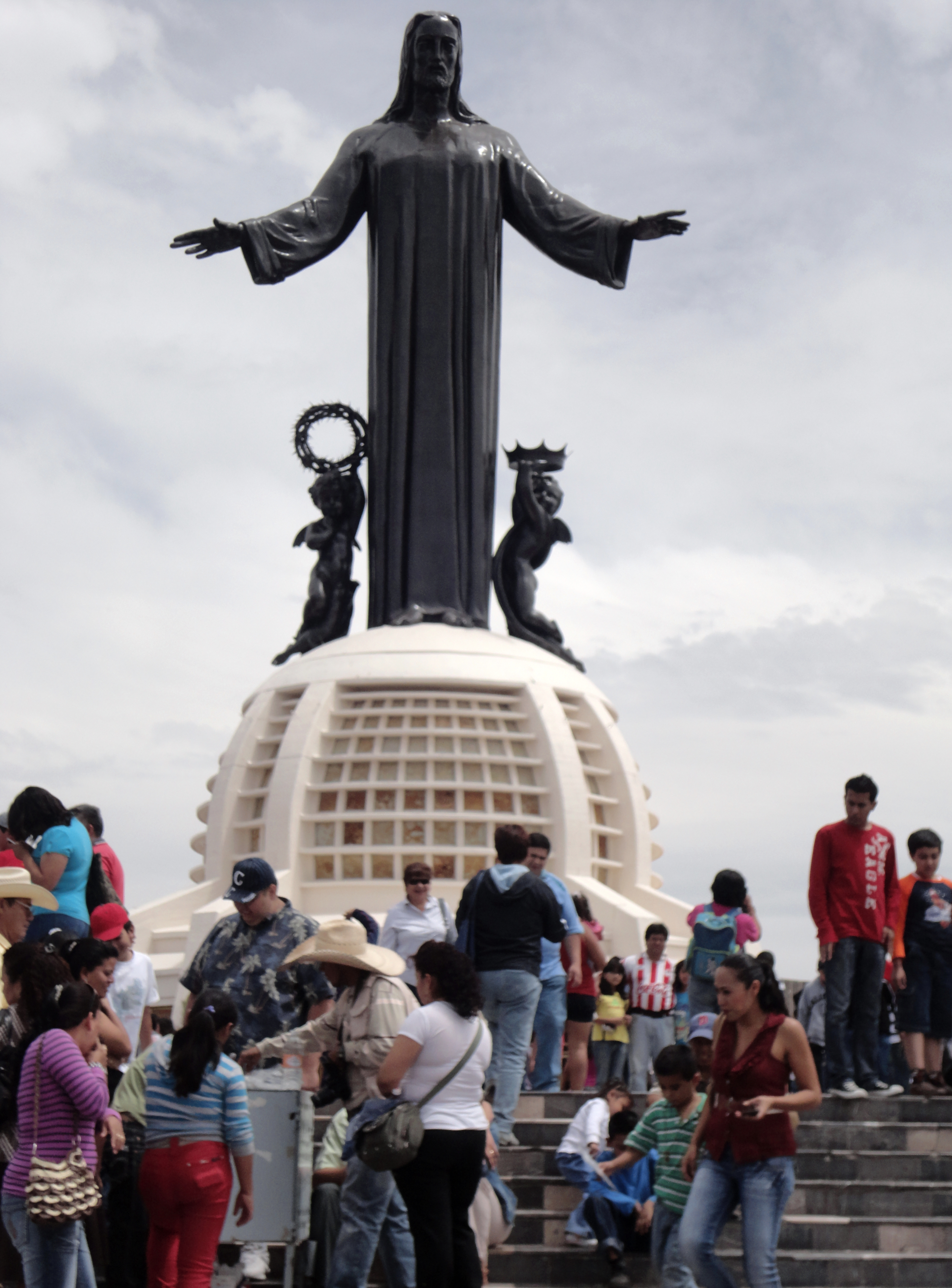
Santuario de Cristo Rey en el Cerro del Cubilete.

El Santuario de Cristo Rey fue nombrado en 2017 una de  Las 50 Maravillas de Guanajuato por el dolorense Emmanuel Pérez Balderas. Una vez terminada la guerra Cristera, el arzobispo de Guadalajara, José Garibi Rivera, gestionó con el gobierno de Manuel Ávila Camacho la reconstrucción del monumento, de esta forma el obispo Valverde y Téllez colocó la primera piedra el 11 de diciembre de 1944. Fue elaborado en la Fundición Artística S.A, que era propiedad del señor Pablo Portilla Lascurain, en la Ciudad de México, siendo director de la misma el señor Joaquín Contreras Aldana, quien dirigió todo el trabajo de fundición, que fue hecho a base de bronce colectado de donaciones de la gente de todo el país, lo cual ocasionó que la elaboración fuera detenida en varias ocasiones a falta de material, por lo que, aunque iniciada su manufactura el 10 de diciembre de 1945 fue terminada hasta el 17 de agosto de 1949. La primera parte en ser terminada fue la cabeza, la cual realizó una gira misionera por el país.
Valverde murió en 1948 cuando la construcción estaba muy avanzada. Finalmente, el 11 de diciembre de 1950, la obra fue inaugurada y bendecida por el obispo Manuel Martín del Campo Padilla.
El edificio actual sirve de base a la gigantesca estatua que mide 20 metros y pesa 80 toneladas siendo esta estatua de Cristo la más grande del mundo hecha de bronce y no concreto o mármol como las de otros lados, realizada por el escultor mexicano Fidias Elizondo. El actual monumento a Cristo Rey fue construido por dos arquitectos mexicanos: Nicolás Mariscal Piña (autor del proyecto) y José Carlos Ituarte González, iniciándose la obra en 1944; Mariscal edificó antes una capilla a la misma advocación en un costado de la catedral de León, Guanajuato; y José Carlos Ituarte González construyó el templo expiatorio del Sagrado Corazón de Jesús, en la misma ciudad. El ingeniero residente y responsable operativo de la construcción fue el ingeniero Carlos Olvera Pérez (Pinal de Amoles, Qro, 1906 - Monterrey, N.L., 1983). Todo el edificio y también la imagen de Cristo siguen la tendencia llamada art déco. Este estilo puede verse en la planta, los alzados y en todos los materiales utilizados. En el interior, sobre una plataforma circular de tres gradas, está la mesa del altar y sobre esta, en señal de realeza, cuelga una gran corona metálica, enfatizando la bóveda circular hecha con anillos y nervaduras. En los huecos de la misma, placas de mármol de Cali que por su delgadez filtran la luz natural.
Al pie de la estatua de Cristo Rey, se encuentra la moderna basílica en forma de globo terráqueo. El Santuario tiene capacidad para alojar a un nutrido número de peregrinos que asisten todo el año, pero en particular para la fiesta de Cristo Rey, el último domingo del año litúrgico, durante el mes de noviembre.
La simbología representada en la estatua y los dos ángeles reposan sobre un hemisferio de concreto que simboliza al universo, con sus meridianos y paralelos terrestres, esta semiesfera reposa sobre ocho columnas de concreto que representan a las ocho provincias eclesiásticas de México. Los ángeles arrodillados a los pies del monarca, le ofrecen las dos coronas: la del martirio y de la gloria.
Desde la plaza de acceso puede admirarse una amplia vista del Bajío guanajuatense.

## En la cultura popular
El santuario del Cristo es uno de los más visitados de México, después de la basílica de Santa María de Guadalupe y de la de Nuestra Señora de San Juan de los Lagos. José Alfredo Jiménez hace mención al Cristo y la montaña en su canción “Caminos de Guanajuato”.
Cada 5 de enero se celebra una misa en el patio de la iglesia, donde suelen acudir miles de cabalgadores con sus estandartes, representando a sus poblados. Asimismo, se hace una representación de los Reyes Magos y el niño Jesús. 
Asimismo, cada primer domingo del mes de octubre, el Monumento a Cristo Rey es visitado por miles de peregrinos o fieles provenientes principalmente de las ciudades de León, Irapuato, Celaya, Ciudad de México; y de los estados de Michoacán, Jalisco, Aguascalientes, Querétaro, San Luis Potosí, Hidalgo, Zacatecas, Estado de México, Tlaxcala, Puebla, entre otros.
Para trasladarse a este impresionante lugar, se llega por medio de un camino empedrado que rodea al cerro hasta llegar a una glorieta superior, que funciona como mirador.